# باركر (كولورادو)
باركر (بالإنجليزية: Parker, Colorado)‏ هي بلدة تقع بولاية كولورادو في الولايات المتحدة. تبلغ مساحتها 37.8 (كم²)، وترتفع عن سطح البحر 1789 م، بلغ عدد سكانها 47169 نسمة في عام 2012 حسب إحصاء مكتب تعداد الولايات المتحدة وتصل الكثافة السكانية فيها 1198.3 نسمة/كم2.

## أعلام
- ديريك وايت
- ليندا لوفليس

## وصلات خارجية
- www.parkeronline.org
- The US50 - Cities and Towns in Colorado State
- Colorado Cities and Towns, Facts, Map, Flag, Colleges, Government, and More